# Braun Paula
Braun Paula (Bécs, 1881. május 22. – Budapest, Józsefváros, 1962. április 24.) zongoraművész, pedagógus.

## Élete
Braun Lipót és Dickmann Henriette lánya. A Zeneművészeti Főiskola zongora szakára járt, ahol Szendy Árpád tanította, majd Edwin Fischernél Berlinben folytatta tanulmányait. Egy ideig Szendy Árpád asszisztenseként dolgozott. 1906-ban külföldi művészi körúton járt Durigo Ilona énekesnővel együtt. 1920-tól 1945-ig a Fodor Zeneiskolában, 1945-től haláláig a Zeneművészeti Főiskolán volt zongoratanár.
Szabadalmai között több zenei készülék is szerepel (ujjtornakészülék, Berlin, 1918), kottaépítő szekrényét az 1930-as években bemutatta Bécsben és Párizsban is. Egy olyan billentyűzetet is feltalált, ami hét oktáv hangterjedelemmel bírt és gyermekalkatra, illetve kis kezekre volt szabva.

## Főbb művei
- A kéztartás és billentés módszere (Budapest, 1908);
- Legelső tanulmányok zongorára külön és két kézre (Budapest, 1912);
- Die ersten 18 Klavierlektionen (Bruxelles, 1932)
- Előtanulmányok a naponta használatos skála, oktáva és akkordgyakorlatainkhoz